# Mary Marcy
Mary Marcy, właśc. Mary Edna Tobias Marcy (ur. 8 maja 1877 w Belleville, zm. 8 grudnia 1922 w Illinois) – amerykańska pisarka, poetka, działaczka socjalistyczna i redaktorka. Urodziła się jako Mary Edna Tobias w Belleville w stanie Illinois. Wyszła za mąż za socjalistę Lesliego A. Marcy’ego. Była autorka książek socjologicznych i wierszy.

## Wybrane dzieła
- A Satire on Civilization, and Other Fables. (1900)
- Out of the Dump. (1909)
- Shop Talks on Economics. (1911)
- How the Farmer Can Get His. (1916)
- Stories of the Cave People. (1917)
- Breaking Up the Home. (po 1910)
- Wages in Mexican Money. (po 1910)
- Why Catholic Workers Should Be Socialists. (po 1910)
- Women as Sex Vendor: or, Why Women are Conservative, Being a View of the Economic Status of Woman. (1918)
- Industrial Autocracy. (1919)
- The Right to Strike. (ok. 1920)
- Open the Factories. (ok. 1921)
- A Free Union: A One Act Comedy of "Free Love." (1921)
- Rhymes of the Early Jungle Folk. (1922).
- You Have No Country!: Workers' Struggle Against War. (1984)